# Friedrich Westmeyer
Johann Friedrich Westmeyer (* 14. Januar 1873 in Osnabrück; † 14. November 1917 in Rethel, Kriegslazarett an der Westfront; auch Fritz Westmeyer) war ein sozialistischer Politiker und Gewerkschafter.

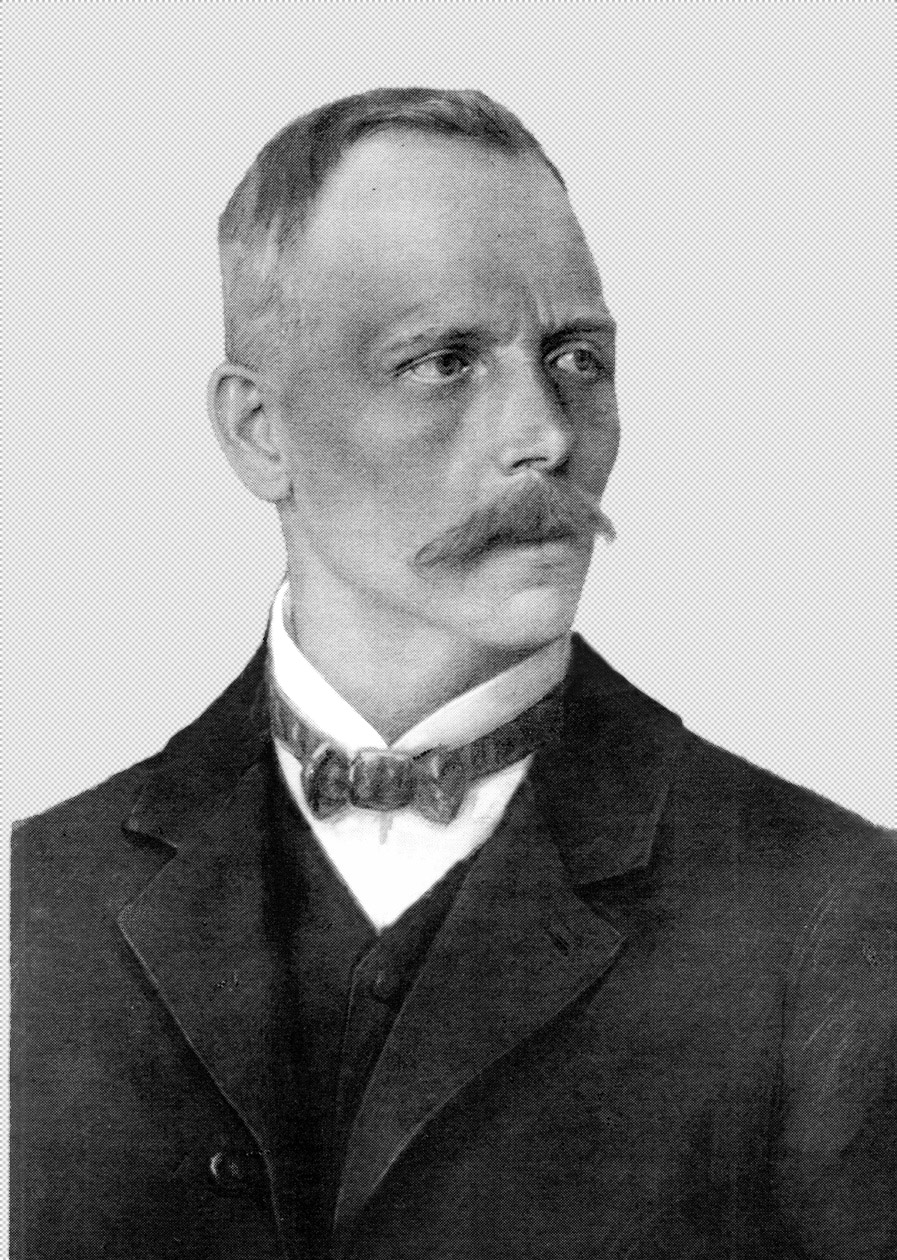
Friedrich Westmeyer, Stuttgart 1914

## Leben

### Lehr- und Wanderjahre
Friedrich Westmeyer wurde als zweitjüngstes von fünf Kindern geboren. Er war Sohn eines Maurers, der starb, als Friedrich noch ein Kind war. Die Mutter musste den Hauptteil des Lebensunterhaltes der Familie zuerst als Waschfrau, dann als Krankenwärterin besorgen. In Osnabrück besuchte er die Bürgerschule und absolvierte anschließend vom 1. Juli 1888 bis 27. Juni 1892 eine Lehre beim Schornsteinfeger Brandt in Bielefeld, dem Obermeister der Innung. In derselben Firma fand er von 1892 bis Anfang 1895 Arbeit als Geselle. Danach folgte ab 1895 seine Wanderschaft als Schornsteinfegergeselle durch Westdeutschland, die Schweiz, Frankreich und Italien. Er zog sich eine schwere Verletzung des rechten Oberschenkels zu; aus diesem Grund konnte er seinen erlernten Beruf nicht mehr ausüben. Nach Beendigung seiner Wanderschaft blieb er in Fürth und machte eine Ausbildung an Holzbearbeitungsmaschinen.

### Gewerkschafter, Fotograf, Redakteur, Politiker

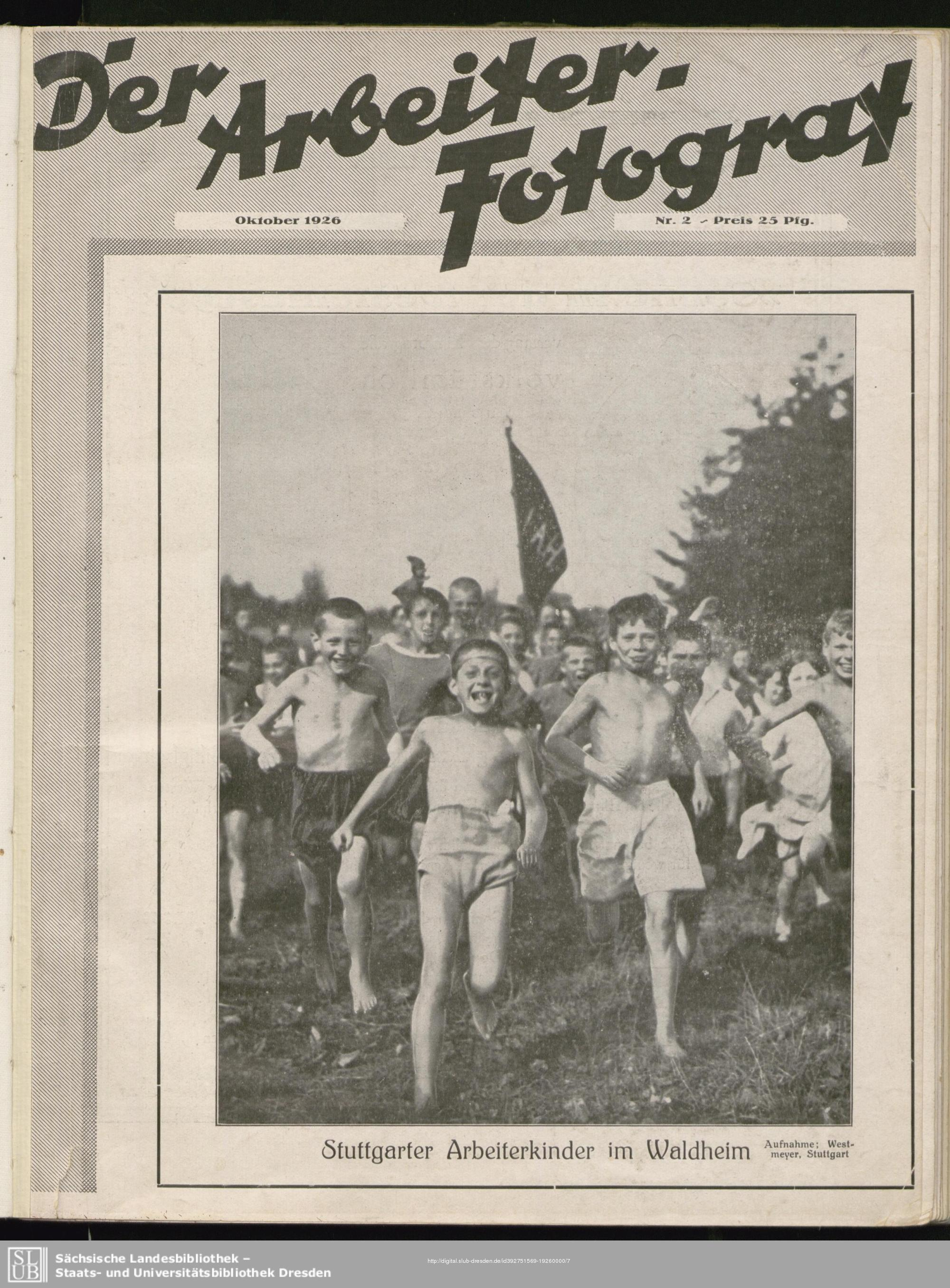
Titelblatt der Zeitschrift „Der Arbeiter-Fotograf“, vom Oktober 1926 mit einer älteren Aufnahme Westmeyers: „Stuttgarter Arbeiterkinder im Waldheim“

Rasch wurde er Mitglied des Verbands der Holzarbeiter und ihr Funktionär. Ungefähr ab 1895 war er in der Sozialdemokratischen Partei tätig. Er leitete einen großen Holzarbeiterstreik, wofür er gemaßregelt wurde. In den Jahren 1896 bis 1902 war F. Westmeyer zunächst Berichterstatter, dann 1898 (Lokal-)Redakteur der Fränkischen Tagespost der örtlichen  Zeitung der SPD in Nürnberg. Aus seiner Ehe mit Amalie Oefner (1900 Heirat) gingen zwei Kinder hervor: Amalie (geb. 1900) und Hans (1902). Seine nächste Stelle als Redakteur hatte er 1902–1904 beim Volkswillen in Hannover inne. Wegen Gotteslästerung wurde er in dieser Zeit zu drei Monaten Gefängnis verurteilt. 1904 nimmt F. Westmeyer am Internationalen Sozialistenkongress in Amsterdam teil.

### Organisator der Partei
Als Westmeyer im Jahr 1905 nach Stuttgart kam, hatte schon Clara Zetkin einen Kreis von Marxisten um sich versammelt. So konnte er auf Mitstreiter, die ebenfalls die strategische und taktische Linie Rosa Luxemburgs billigten, bauen. Zu seinen engeren politischen Freunden zählten Clara Zetkin, die Geschwister Berta  und August Thalheimer, Arthur Crispien, Käte und Hermann Duncker, Helene und Edwin Hoernle, Hertha Gordon (die spätere Hertha Walcher, verheiratet mit Jacob Walcher), Fritz Rück, Jacob Walcher. 1905 bis Ende 1910 arbeitete er als Redakteur bei der Schwäbischen Tagwacht in Stuttgart. Dort machte er immer wieder auf das Wohnungselend in Stuttgart aufmerksam. Illustrativ zog er dabei die Umstände des Wohnwesens im Schellenturm heran. Aus der hannoverschen Zeit resultierte im Jahr 1905 eine dreimonatige Gefängnisstrafe, die er in Hechingen antreten musste. 1906 wurde Westmeyer zum Vorsitzenden der Sozialdemokratischen Partei – Bezirksverein Heslach gewählt. Für seine Partei kandidierte er 1907 für den Reichstag und nahm als Delegierter 1908 am Parteitag in Nürnberg teil. 1908 bis 1914 war er Vorsitzender des Sozialdemokratischen Vereins Stuttgart (1912  2. Vorsitzender). Dank seiner Initiative konnte 1909 das Waldheim Sillenbuch errichtet werden. Im Jahr 1910 wurde er zum Parteitag in Magdeburg delegiert.

#### Kampf um die Tagwacht

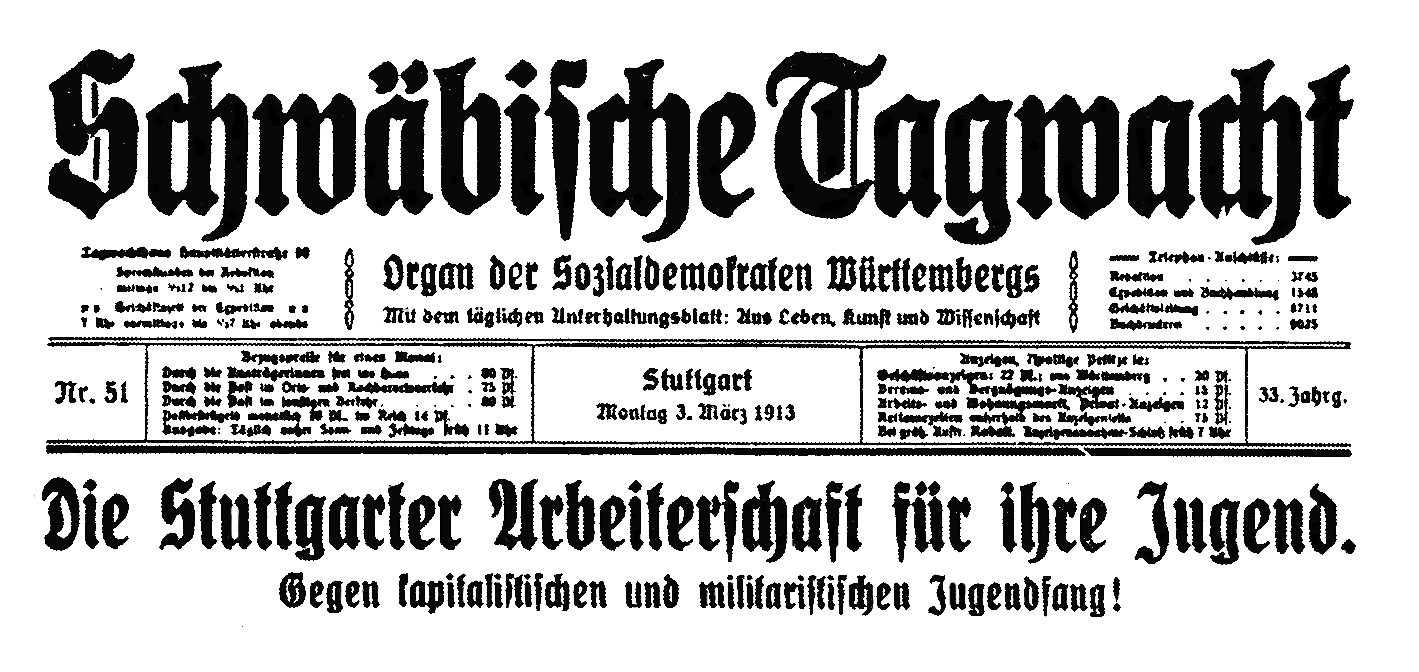
Schwäbische Tagwacht, Stuttgart 1913

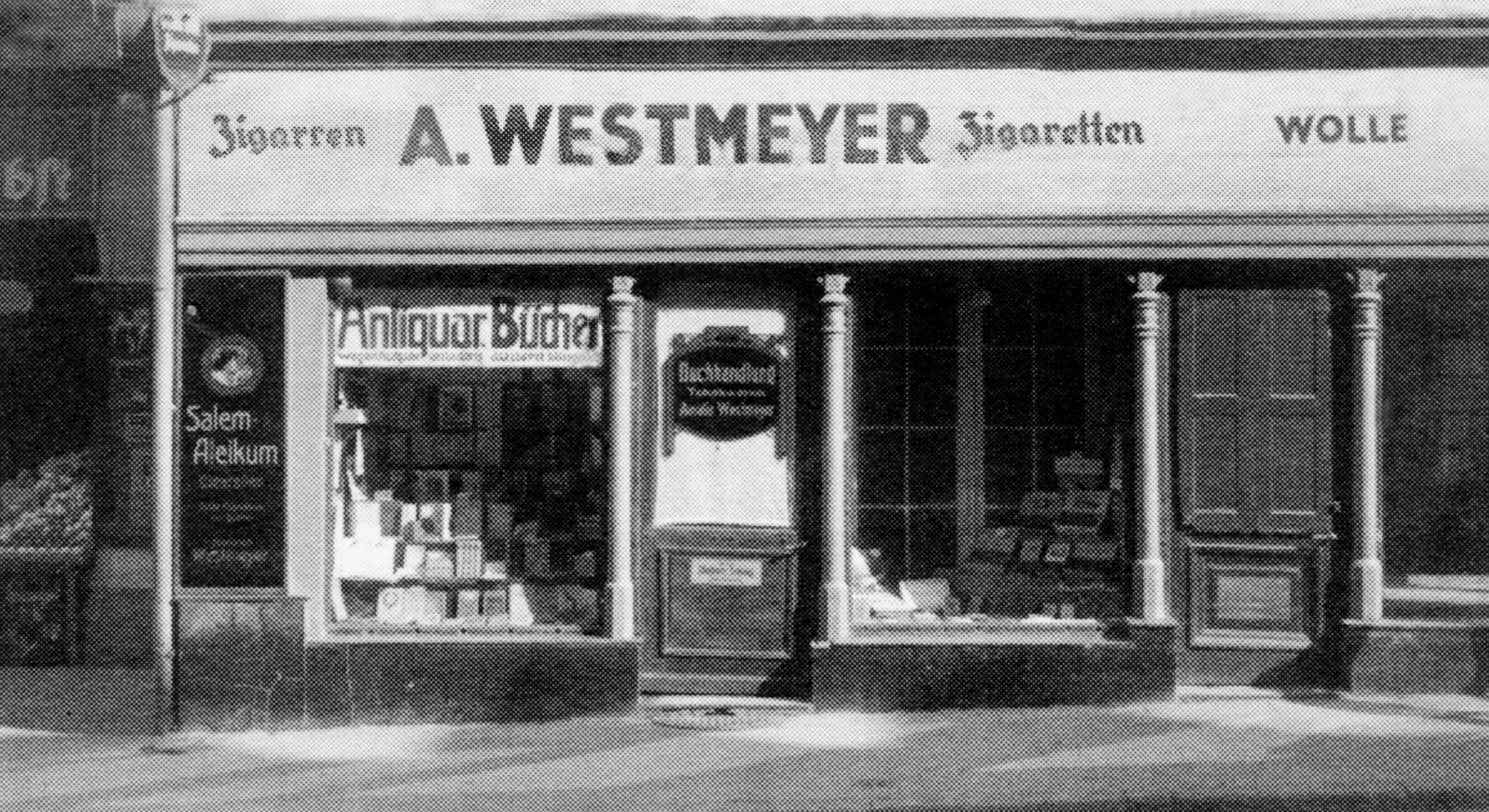
F. Westmeyers Tabakladen, Stuttgart 1915

Als „Linker“ war er 1911 Mitglied der Pressekommission der Schwäbischen Tagwacht. Westmeyer, der ein entschiedener Gegner der Burgfriedenspolitik war, wurde Ende 1910 aus der Redaktion der Schwäbischen Tagwacht entlassen. Die wichtigsten anderen Redakteure blieben jedoch ihrer marxistischen Linie treu. Es begann ein langer Kampf zwischen den Linken, die für die Mehrheit der Stuttgarter Partei und die zahlreichen Industriestädte sprachen, und dem rechten Landesvorstand unter Wilhelm Keil. Jakob Walcher wurde in die Redaktion aufgenommen. Der Kampf um die wichtigste Parteizeitung im Südwesten verschärfte sich bei Beginn des Ersten Weltkrieges. Der Landesvorstand machte den jüngsten Redakteur Walcher zum alleinverantwortlichen. Da dieser aber Antimilitarist blieb und alle Vorschriften und Zensurmaßnahmen die Redakteure nicht bezwingen konnten, ernannte der Landesvorstand Anfang November Wilhelm Keil zum Chefredakteur; die drei linken Redakteure Jakob Walcher, Arthur Crispien und Edwin Hoernle wurden entlassen.
Ähnlich wurden alle Parteizeitungen im Deutschen Reich mit linker antimilitaristischer Tendenz gleichgeschaltet. Friedrich Westmeyer begann eine eigene Zeitung (Sozialdemokrat) herauszugeben.
1912 war er Delegierter auf dem sozialdemokratischen Parteitag in Chemnitz und arbeitete im selben Jahr als Angestellter -(hauptamtlicher) Sekretär- des Stuttgarter Kreisvereins. In der Zeit von 1912 bis 1917 war er Mitglied des württembergischen Landtags. 1913 nahm er am Parteitag in Jena teil und gehörte im selben Jahr zu den Organisatoren des Stuttgarter Bosch-Streiks.
Im Januar 1915 wurde seine Anstellung als Parteisekretär beendet. Zur Sicherung seiner materiellen Existenz eröffnete er im Februar 1915 ein Zigarrengeschäft in der Stuttgarter Marienstraße. Der Zigarrenladen entwickelte sich rasch zu einem Informations- und Kommunikationstreff der Stuttgarter Linken.

#### Jugend- und Bildungsarbeit
Die Partei betrachtete er als einen Ort der politischen Bildung, aus der sich allmählich eine gemeinsame Auffassung in Grundfragen der Arbeiterbewegung und eine gemeinsame Willensbildung für das politische Handeln entwickeln sollte. Dementsprechend wirkte er als richtungweisender Theoretiker und Organisator. Neben umfangreicher Publikationstätigkeit war er auch Herausgeber des Stuttgarter Mitteilungsblattes Der Sozialdemokrat (Januar bis März 1915 und August/September(?) 1916 bis März 1917).
Eine seiner Aufgaben sah er in der bis dahin von der Partei aus verschiedenen Gründen vernachlässigten Arbeiterjugend und der Arbeiterinnen. Deshalb setzte er sich für die Schaffung selbständiger Arbeiterjugendorganisationen ein. Als Initiatoren der 1906 in Stuttgart gegründeten Freien Jugendorganisation sind neben Westmeyer, Käte Duncker, Jacob Walcher, Helene Hörnle, Wilhelm Schwab, Max Hammer, Clara Zetkin, Otto Krille, Karl Lüpnitz, Fritz Rück und Albert Kern zu nennen.
Ebenso war Westmeyer zusammen mit Clara Zetkin, Bertha Thalheimer und Helene Hörnle und anderen Genossinnen bemüht, die Arbeiterinnen zu organisieren, die später in der Antikriegsarbeit eine wichtige Rolle spielten, als die Männer in den Krieg mussten, die zur antimilitaristischen Linken gehörten. Er sorgte dafür, dass die weiblichen Parteimitglieder die von Clara Zetkin herausgegebene Gleichheit und andere Parteiliteratur umsonst geliefert bekamen.

### Aktiver Antimilitarismus
Die Auseinandersetzungen bezüglich der Unterstützung des Ersten Weltkrieges führten zum Auseinanderbrechen der Partei. Die Stuttgarter Linken kritisierten im September 1914, dass Karl Liebknecht am 4. August 1914 aus Parteidisziplin im Reichstag den Kriegskrediten zugestimmt hatte. Liebknecht akzeptierte die Kritik und stimmte im Dezember 1914 als einziger gegen die Kredite. Westmeyer wurde im Juni 1915 aus der sozialdemokratischen Landtagsfraktion ausgeschlossen. Mit Franz Engelhardt und Ferdinand Hoschka bildete er im Landtag eine eigene Fraktion, die „Sozialistische Vereinigung“.
Westmeyer nahm am 19. März 1916 an der Reichskonferenz der Gruppe Internationale, später Spartakusbund genannt, in Berlin teil. Wie viele andere der Stuttgarter Linke wurde er zum Militär eingezogen. Im März 1917 bekam er seinen Stellungsbefehl. Noch im August 1917 wurde Westmeyer als Nachrückkandidat von der Stadtdirektion Stuttgart als Gemeinderatsmitglied vereidigt.
Am 14. November 1917 verstarb er in Rethel, bei Reims in einem Kriegslazarett an der Westfront.

## Werke
- Das Wohnungselend in Stuttgart. Verlag des Sozialdemokratischen Vereins, Stuttgart 1911.
- Das Stuttgarter Waldheim. Stuttgart 1911.
- M. Richter: Die Frau in der Industrie und Landwirtschaft Württembergs. Buchhandlung Vorwärts, Berlin 1913 (Rezension[2])